# 鶴崗市
鶴崗市（かくこう-し、ヘガン-し、満洲語: ᡥᡝᡤᠠᠩ　転写：hegang）は、中華人民共和国黒竜江省に位置する地級市。炭鉱を産業の中心にした都市である。市区人口は59万人。

## 歴史
鶴崗一帯は周代は粛慎、漢魏代は挹婁の居住地であり、唐代は渤海により黒水都督府が設置され、遼代は女真五国部に、金代は胡里改路、元代は水達達路、明代は奴児干都司、清初は黒竜江将軍所属のフラン副都統の管轄地とされた。
1906年（光緒32年）に湯原県が設置されると鶴崗地区は湯原県の管轄に置かれた。1908年（光緒34年）に鶴崗県設置の上奏が行われたが、この際には人口が希薄であるとして却下されている。しかし1914年に石炭が発見されると急激に人口が増加、1918年には鶴立崗住民の沈松年により興華煤鉱公司が設立され本格的な石炭採掘が開始され、1926年には炭鉱から蓮江口までの鉄道が開通すると都市化が進み、鉱山鎮と称されるようになった。1929年3月、中華民国は興山県を設置された。
満洲国が建国されると1934年に興山鎮は湯原県鉱山保に、更に1938年には興山街に改称され、1944年1月になると鶴崗街に改編された。
戦後興山鎮とされたが、1945年12月20日に合江省政府は興山鎮に一旦市制を施行、1949年11月24日に鶴崗市に改称された。
1946年からは満州に抑留された日本人約1700人が「留用」という形で炭鉱労働を強いられた。1700人の多くはシベリアから逆送された者や満蒙開拓青少年義勇軍隊員であった。現地には、野坂参三から指示を受けた大塚有章をリーダーとする日本人共産主義者が送り込まれて思想教育も行われた。1953年になり、参議院議員の高良とみが訪中。中国紅十字会代表との間で交渉が行われ、ようやく引き揚げが実現した。。
黒竜江省四大炭鉱地域の一つとして発展し続けてきたが先細りとなり、2011年には国が資源枯渇都市として認定。その頃から経済成長が止まった。2021年12月23日、黒竜江省鶴崗市人民政府は公式サイトで、「鶴崗市政府の財政再建計画の実施により、財政状況が大きく変化したため、政府職員の公募計画を中止することにしたので、ご理解ください。」との通知を発表した。しかし、この市政府からの告知は注目を集めすぎたため、早々に削除された。

## 行政区画
6市轄区・2県を管轄する。
- 市轄区：
  - 向陽区・興山区・工農区・南山区・興安区・東山区
- 県：
  - 蘿北県・綏浜県

| 鶴崗市の地図                                                |
| ----------------------------------------------------------- |
| ←向陽区 工農区→ ←南山区 興安区 東山区 興山区→ 蘿北県 綏浜県 |

### 年表
この節の出典

#### 興山市
- 1949年10月1日 - 中華人民共和国松江省興山市が発足。(1市)
- 1949年11月24日 - 興山市が鶴崗市に改称。

#### 松江省鶴崗市
- 1954年10月21日 - 松江省の黒龍江省への編入により、黒龍江省鶴崗市となる。同日、県級市に降格。

#### 黒龍江省鶴崗市
- 1966年2月8日 - 合江専区鶴崗市が地級市の鶴崗市に昇格。西山区・新街基区・南山区・興山区・興安区・大陸区・東山区・新一区を設置。(8区)
- 1966年8月31日 (8区)
  - 西山区が向陽区に改称。
  - 新街基区が工農区に改称。
  - 南山区が東風区に改称。
  - 興山区が紅衛区に改称。
  - 興安区が紅旗区に改称。
  - 大陸区が躍進区に改称。
  - 東山区が群力区に改称。
  - 新一区が防修区に改称。
- 1980年4月24日 (6区)
  - 東風区・躍進区が合併し、南山区が発足。
  - 群力区・防修区が合併し、東山区が発足。
  - 紅衛区が興山区に改称。
  - 紅旗区が興安区に改称。
- 1987年11月6日 - ジャムス市蘿北県・綏浜県を編入。(6区2県)
- 2011年7月14日 - 東山区の一部が興山区に編入。(6区2県)

## 民族
| 民族     | 人口      | 比率   |
| -------- | --------- | ------ |
| 漢       | 1,099,079 | 96.44% |
| 満洲     | 21,695    | 1.97%  |
| 回       | 7,535     | 0.69%  |
| 朝鮮     | 7,351     | 0.67%  |
| 蒙古     | 1,557     | 0.14%  |
| チワン   | 184       | 0.02%  |
| シベ     | 134       | 0.01%  |
| トゥチャ | 127       | 0.01%  |
| ミャオ   | 115       | 0.01%  |
| その他   | 437       | 0.04%  |

## 教育

### 大学
- 鶴崗鉱業局職工大学（中国語版）
- 鶴崗師範高等専科学校（中国語版）

## 交通

### 鉄道
- 中国国家鉄路集団
  - 中国鉄路ハルビン局集団公司
    - 鶴崗線
    - 鶴北線

### 道路
- 高速道路
  - 鶴大高速道路

- 国道
  -  G201国道
  -  G332国道

- 省道
  -  101省道
  -  312省道

## 健康・医療・衛生
- 鶴崗市向陽区人民医院、鶴崗市中医院、鶴崗市興山区人民医院、鶴崗市工農医院、鶴崗市紅十字医院新鶴B区社会服務医療站、鶴崗市南山区人民医院
- 鶴崗市興安区人民医院、鶴崗市東山区医院、鶴崗市蘿北県人民医院、綏浜県人民医院、綏浜県中医院

## 名所・旧跡・観光スポット

### 国家級森林公園
- 鶴崗国家森林公園
- 黒竜江三峡国家森林公園

### 国家鉱山公園
- 黒竜江鶴崗市国家鉱山公園

### 全国重点文物保護単位
- 奥里米城址（中国語版）
- 中興城址（中国語版）
- 東北電影制片庁（中国語版）
- 南大営
- 名山口岸